# Sandra Mastio
Anna Sandra Maria Mastio, född 28 oktober 1979, är en svensk krögare, kokboksförfattare och TV-kock. Hennes matintresse väcktes som 21-åring då hon träffade sin blivande man med italienska rötter. Hon vann femte säsongen av TV-programmet Sveriges Mästerkock på TV4.
Hon har författat kokboken Mat av Mastio (2015) samt Pizza av Mastio : en kärleksförklaring till den ultimata pizzan (2017).
Tillsammans med programledaren och TV-kocken Lisa Lemke samt Zeina Mourtada medverkar hon i SVT:s matlagningsprogram Timjan, tupp och tårta. Programmet hade premiär hösten 2018 och 2019 kom den andra säsongen. Hon driver tillsammans med sin man Stefano Mastio restaurang Mastio i Limhamn i Malmö.
Sedan 2019 leder hon tillsammans med Hans "Hasse" Strandberg och Fredrik Bojerud radioprogrammet Retromorgon på skånska radiostationen Retro FM.